# Barnardiston
Barnardiston is een plaats en civil parish in het bestuurlijke gebied West Suffolk, in het Engelse graafschap Suffolk met 206 inwoners.